# لا ویل (مریلند)
لا ویل (به انگلیسی: La Vale) شهری در ایالت مریلند کشور ایالات متحده آمریکا است که جمعیت آن در سرشماری سال ۲۰۱۰ میلادی، ۳٬۵۵۱ نفر بوده‌است.